# زمین‌لرزه مه ۱۹۴۱ چین
زمین‌لرزه چین  در تاریخ ۵ مه ۱۹۴۱ میلادی، برابر با ‎۱۵ اردیبهشت ۱۳۲۰، ساعت ۱۵:۱۸:۲۷ به زمان یوتی‌سی در چین رخ داد. بزرگی آن ۶ در مقیاس ریشتر اعلام شده‌است. زمین‌لرزه به وقت محلی در روز دوشنبه، ساعت ۲۳ روی داده و منطقه زمانی آن یوتی‌سی +۸ بوده‌است .
سازمان زمین‌شناسی آمریکا نیز جای این زمین‌لرزه را در مختصات ۴۷°۰۰′شمالی ۱۲۷°۱۲′شرقی / ۴۷°شمالی ۱۲۷٫۲°شرقی و بزرگی آنرا برابر با ۶ در مقیاس ریشتر اعلام کرده‌است. 
شمار کشتگان زلزله حدود ۱۳۲ نفر بوده‌است.تعداد زخمیان ۲۰۳ نفر برآورده شده‌است.